# Csaba Sógor
Csaba Sógor (ur. 12 maja 1964 w Aradzie) – rumuński duchowny ewangelicko-reformowany, działacz mniejszości węgierskiej w Rumunii, poseł do Parlamentu Europejskiego VI, VII i VIII kadencji.

## Życiorys
W 1984 ukończył teologicznym instytucie protestanckim w Sybinie, w 1988 teologię protestancką na Uniwersytecie Babeșa i Bolyaia w Klużu-Napoce. Studiował również podyplomowo na Uniwersytetach w Zurychu i Bazylei (1992–1993). Od 1988 pełnił posługę w parafii ewangelicko-reformowanej w Ciceu w regionie Harghita (do 1999).
W 1990 zaangażował się w działalność Demokratycznego Związku Węgrów w Rumunii. Dziesięć lat później został po raz pierwszy wybrany do Senatu, gdzie zasiadał w komisjach ds. nauczania, nauk, młodzieży i sportu oraz ds. równości szans. Reelekcję na to stanowisko uzyskał w 2004. Od 2000 do 2007 pełnił obowiązki sekretarza grupy parlamentarnej UDMR.
W wyborach w 2007 został wybrany europosłem z listy Demokratycznego Związku Węgrów w Rumunii. W kolejnych wyborach w 2009 i 2014 uzyskiwał reelekcję.